# Theater van A tot Z
Theater van A tot Z is een Vlaams theatergezelschap dat professioneel participatief theater maakt, met een bijzondere focus op jongeren en sociocultureel kwetsbare doelgroepen. Het gezelschap is ontstaan uit een samensmelting van het Educatief Theater Antwerpen (ETA) en theatergroep Fast Forward uit Vilvoorde.
Terwijl Fast Forward zich sinds 2001 hoofdzakelijk bezighield met theater voor anderstaligen, richtte ETA zich sinds 1976 vooral op specifieke thema's voor schoolgaande jeugd. Beide gezelschappen besloten vanaf 1 januari 2017 de krachten te bundelen onder de naam Theater van A tot Z, met de bedoeling vooral mensen te bereiken die weinig gelegenheid hebben tot cultuurbeleving.
Drijvende kracht achter de groep is acteur Peter Schoenaerts. In zijn beleid benadrukt hij dat het blanke, eentalige Vlaanderen niet meer bestaat, dat we leven in een meertalige wereld, waarin diversiteit een verrijking is. Aan die realiteit wil Theater van A tot Z tegemoetkomen door in te zetten op inclusie.

## Producties
- Razen (2019)
- #smile (2019)
- Romeo en Julia (2019)
- Chica en Flicka (2019)
- Het magische letterlab (2018)
- Koruso (2017)
- '’Kato 2.0 (2017)
- Tiresias (2016)
- Kiki en Olaf (2016)
- Hotel Hallo (2016)
- Lachland (2016)
- Grenzen (2016)
- Gelukkig zijn (2015)
- Snif (2015)
- Play again (2015)
- Rilke, relaas van een ramkoers (2013)